# Isha Koppikar
Isha Koppikar (née le 19 septembre 1976 à Bombay) est une actrice, mannequin et politicienne indienne qui a joué dans des films en hindi, tamoul, télougou, kannada et marathi.

## Biographie
Koppikar est née en 1976 à Mahim, Bombay (aujourd'hui Mumbai) dans la famille Konkani d'origine Mangalore. Elle a un frère pleus jeune qu'elle. Elle est diplômée de Ramnarain Ruia College de Mumbai. Au collège, elle participe dans un photoshoot pour le photographe indien Gautama Rajadhyaksha. Grâce à ce tournage, elle est devenue la modèle publicitaire, notamment pour L'Oréal, Rexona, Camay, Tips & Toes et Coca-Cola. Koppikar a participé au concours Miss Inde 1995, remportant la couronne Miss Talent. Son travail de mannequin lui a donné une introduction à l'industrie cinématographique et à sa première apparition au cinéma dans le film télougou Chandralekha en 1998.

## Vie privée
Elle a une ceinture noire en Taekwondo.
Suivant les conseils des numérologues, elle a changé deux fois l'orthographe de son nom, d'abord en Ishaa Koppikar, puis en Eesha Koppikhar. Cependant, en 2015, elle est revenue à l'orthographe originale de son nom.
Leena Mogre et Preity Zinta l'ont présentée à l'hôtelier Timmy Narang, qu'elle a épousé le 29 novembre 2009. Elle a donné naissance à leur fille Rianna en juillet 2014,,,.

## Carrière politique
Elle a rejoint le Bharatiya Janata Party en présence du ministre de l'Union, Nitin Jairam Gadkari. Elle a été nommée présidente de la branche du BJP de transport des femmes.

## Filmographie
| Année | Film                             | Rôle                        | Langue   | Notes                                           |
| ----- | -------------------------------- | --------------------------- | -------- | ----------------------------------------------- |
| 1998  | Ek Tha Dil Ek Thi Dhadkan        |                             | Hindi    | Nommé, Filmfare Award du meilleur début féminin |
| 1998  | Chandralekha                     | Lekha                       | Télougou |                                                 |
| 1998  | Kaadhal Kavithai                 | Jothi                       | Tamoul   | Filmfare meilleur début féminin                 |
| 1999  | En Swasa Kaatre                  | Madhu                       | Tamoul   |                                                 |
| 1999  | Nenjinile                        | Nisha                       | Tamoul   |                                                 |
| 1999  | Jodi                             | Elle-même                   | Tamoul   | Apparition spéciale                             |
| 2000  | Surya Vamsha                     | Padma                       | Kannada  |                                                 |
| 2000  | Hoo Anthiya Uhoo Anthiya         | Usha                        | Kannada  |                                                 |
| 2000  | O Nanna Nalle                    | Rangu                       | Kannada  |                                                 |
| 2000  | Fiza                             | Gitanjali                   | Hindi    |                                                 |
| 2001  | Prematho Raa                     | Swetha                      | Telugu   |                                                 |
| 2001  | Narasimha                        | Vaanmathi                   | Tamoul   |                                                 |
| 2001  | Rahul                            |                             | Hindi    | Apparition spéciale                             |
| 2001  | Pyaar Ishq Aur Mohabbat          | Rubaina Alam                | Hindi    |                                                 |
| 2001  | Aamdani Atthanni Kharcha Rupaiya | Anjali                      | Hindi    |                                                 |
| 2002  | Company                          |                             | Hindi    | Apparition spéciale                             |
| 2002  | Kaante                           |                             | Hindi    | Apparition spéciale                             |
| 2003  | Pinjar                           | Rajjo                       | Hindi    |                                                 |
| 2003  | Dil Ka Rishta                    | Anita                       | Hindi    |                                                 |
| 2003  | Qayamat: City Under Threat       | Laila                       | Hindi    |                                                 |
| 2003  | Darna Mana Hai                   | Abhilasha                   | Hindi    |                                                 |
| 2003  | LOC Kargil                       | Santho                      | Hindi    |                                                 |
| 2004  | Rudraksh                         | Lali                        | Hindi    |                                                 |
| 2004  | Krishna Cottage                  | Disha et Amar's petite amie | Hindi    |                                                 |
| 2004  | Hum Tum                          | Diana Fernandez             | Hindi    | Apparition spéciale                             |
| 2004  | Girlfriend                       | Tanya                       | Hindi    |                                                 |
| 2004  | Ek Se Badhkar Ek                 | Tracy / Shalini Mathur      | Hindi    |                                                 |
| 2004  | Inteqam: The Perfect Game        | Avantika Suryavansh / Pinky | Hindi    |                                                 |
| 2005  | Kyaa Kool Hai Hum                | Urmila Martodkar            | Hindi    |                                                 |
| 2005  | D                                | Gunjan                      | Hindi    |                                                 |
| 2005  | Maine Pyaar Kyun Kiya?           | Nishika                     | Hindi    |                                                 |
| 2006  | Darna Zaroori Hai                |                             | Hindi    | Apparition spéciale                             |
| 2006  | 36 China Town                    | Sonia Chang                 | Hindi    |                                                 |
| 2006  | Don                              | Anita                       | Hindi    |                                                 |
| 2006  | Haseena                          | Haseena                     | Hindi    |                                                 |
| 2007  | Salaam-e-Ishq: A Tribute to Love | Phoolwati                   | Hindi    |                                                 |
| 2007  | Darling                          | Ashwini                     | Hindi    |                                                 |
| 2008  | Hello                            | Esha                        | Hindi    |                                                 |
| 2008  | Ek Vivaah... Aisa Bhi            | Chandini Shrivastava        | Hindi    |                                                 |
| 2010  | Right Yaaa Wrong                 | Anshita                     | Hindi    |                                                 |
| 2010  | Hello Darling                    | Satvati Chaudary            | Hindi    |                                                 |
| 2011  | Shabri                           | Shabri                      | Hindi    |                                                 |
| 2013  | Maat                             | Reema Deshmukh              | Marathi  |                                                 |
| 2017  | Keshava                          | Sharmila Mishra             | Télougou |                                                 |
| 2017  | FU: Friendship Unlimited         | Sheena Mam                  | Marathi  |                                                 |
| 2018  | Looty                            | ACP Bhavani                 | Kannada  |                                                 |
| 2019  | Kavacha                          | Gowri                       | Kannada  |                                                 |
| 2021  | Assi Nabbe Poorey Sau            | Sangli                      | Hindi    |                                                 |
| 2022  | Ayalaan                          | Anjali                      | Tamoul   |                                                 |

### Web Series
| Year | Title   | Role           | Platforme          |
| ---- | ------- | -------------- | ------------------ |
| 2019 | Fixerr  | Jayanti Jaydev | Alt Balaji et ZEE5 |
| 2022 | Dahanam |                | MX Player          |